# Taggart (serie televisiva)
Taggart  è una serie televisiva scozzese in 110 episodi trasmessi per la prima volta nel corso di 27 stagioni dal 1983 al 2010.
La serie ruota attorno a un gruppo di detective del Criminal Investigation Department di Maryhill, distretto di Glasgow, in Scozia, anche se  diverse storie sono ambientate in altre parti della zona della Grande Glasgow, e, nelle stagioni più recenti, la squadra opera in riprese esterne nella City Chambers. È una delle serie televisive più longeve del Regno Unito ed è la più longeva serie poliziesca dopo la cancellazione di The Bill (1984-2010).
Il titolo della serie è ripreso dal cognome del personaggio principale dal 1983 al 1994, il cinico e sarcastico ispettore James Taggart. Dopo la morte dell'attore che lo interpretava (Mark McManus) la serie è continuata con i personaggi di supporto, tra cui i detective Mike Jardine (James MacPherson) e Jackie Reid (Blythe Duff).

## Personaggi
- DS Jackie Reid (95 episodi, 1990-2010), interpretata da	Blythe Duff.
- DC Stuart Fraser (75 episodi, 1994-2010), interpretato da	Colin McCredie.
- DI Robbie Ross (70 episodi, 1990-2010), interpretato da	John Michie.
- DCI Matt Burke (59 episodi, 1986-2010), interpretato da	Alex Norton.
- dottor Stephen Andrews (52 episodi, 1983-2001), interpretato da	Robert Robertson.
- DCI Mike Jardine (48 episodi, 1987-2002), interpretato da	James MacPherson.
- Jack McVitie (40 episodi, 1985-1998), interpretato da	Iain Anders.
- DCI Jim Taggart (31 episodi, 1983-1995), interpretato da	Mark McManus.
- Jean Taggart (30 episodi, 1983-1995), interpretata da	Harriet Buchan.
- Dr Magnus Baird (18 episodi, 1987-2008), interpretato da	Michael MacKenzie.
- Gemma Kerr (13 episodi, 2003-2005), interpretata da	Lesley Harcourt.
- Sheila Crombie (10 episodi, 1999-2003), interpretata da	Tamara Kennedy.
- patologa Ellis Sinclair (9 episodi, 2008-2010), interpretata da	Katrina Bryan.
- DSI Valerie Patterson (8 episodi, 1990-2005), interpretata da	Anne Marie Timoney.
- DCS Brian Holmes (8 episodi, 1993-2005), interpretato da	Brian Cowan.
- patologo (8 episodi, 1990-2005), interpretato da	Graham De Banzie.
- Peter Livingstone (7 episodi, 1983-1994), interpretato da	Alastair Duncan.

## Produzione
La serie, ideata da Glenn Chandler, è stata prodotta da SMG Productions (1985-2008), STV Productions (2008-2010), Scottish Television (STV) (1983) e Scottish Television Enterprises e girata  a Glasgow in Scozia.

### Registi
Tra i registi della serie sono accreditati:
- Alan Macmillan (15 episodi, 1987-2005)
- Ian Madden (14 episodi, 2002-2009)
- Patrick Harkins (10 episodi, 2003-2010)
- Morag Fullarton (8 episodi, 2003-2009)
- Haldane Duncan (6 episodi, 1986-1990)
- James Henry (6 episodi, 2005-2008)
- Richard Holthouse (5 episodi, 1993-1998)
- Marcus D.F. White (5 episodi, 1994-1997)
- Danny Hiller (4 episodi, 1999-2001)
- Laurence Moody (3 episodi, 1983-1990)
- Peter Barber-Fleming (3 episodi, 1985-1990)
- Michael Brayshaw (3 episodi, 1999-2000)
- Mike Alexander (3 episodi, 2002-2010)
- Brian Kelly (3 episodi, 2002)
- Mike Vardy (2 episodi, 1992-1994)
- Sarah Hellings (2 episodi, 1993-1998)
- Andy Goddard (2 episodi, 2003)
- Adrian McDowall (2 episodi, 2009-2010)
- Bill Anderson (2 episodi, 2010)
- Douglas Mackinnon (2 episodi, 2010)

## Distribuzione
La serie è stata trasmessa nel Regno Unito dal 1983 al 2010 sulle reti televisivi STV e ITV (ITV1/UTV). In Italia è stata trasmessa con il titolo Taggart.
Alcune delle uscite internazionali sono state:
- nel Regno Unito il 6 settembre 1983 (Taggart)
- in Francia il 1º ottobre 1988
- in Italia (Taggart)

## Episodi
| Stagione                  | Episodi | Prima TV UK |
| ------------------------- | ------- | ----------- |
| Prima stagione            | 2       | 1985        |
| Seconda stagione          | 2       | 1986        |
| Terza stagione            | 3       | 1987        |
| Quarta stagione           | 4       | 1988        |
| Quinta stagione           | 3       | 1989-1990   |
| Sesta stagione            | 3       | 1990        |
| Settima stagione          | 3       | 1992        |
| Ottava stagione           | 3       | 1992-1993   |
| Nona stagione             | 3       | 1993        |
| Decima stagione           | 3       | 1993-1994   |
| Undicesima stagione       | 3       | 1994-1995   |
| Dodicesima stagione       | 3       | 1995-1996   |
| Tredicesima stagione      | 3       | 1996-1997   |
| Quattordicesima stagione  | 14      | 1998        |
| Quindicesima stagione     | 2       | 1998-1999   |
| Sedicesima stagione       | 4       | 1999        |
| Diciassettesima stagione  | 5       | 2000-2001   |
| Diciottesima stagione     | 4       | 2002        |
| Diciannovesima stagione   | 7       | 2002-2003   |
| Ventesima stagione        | 4       | 2003-2004   |
| Ventunesima stagione      | 5       | 2005        |
| Ventiduesima stagione     | 9       | 2005-2006   |
| Ventitreesima stagione    | 4       | 2007        |
| Ventiquattresima stagione | 11      | 2008        |
| Venticinquesima stagione  | 5       | 2009        |
| Ventiseiesima stagione    | 3       | 2010        |
| Ventisettesima stagione   | 6       | 2010        |